# El retrato de Dorian Gray
El retrato de Dorian Gray é uma telenovela mexicana, produzida pela Televisa e exibida em 1969 pelo Telesistema Mexicano.

## Elenco
- Enrique Álvarez Félix[2] – Dorian Gray[3]
- Carlos Bracho – Lord Henry
- Carmen Montejo[4] – Lady Wooton
- Blanca Sánchez – Verónica
- Nelly Meden – Elizabeth
- Silvia Pasquel – Sybil Vane[5]
- Alicia Montoya
- Claudia Islas
- Anita Blanch – Lady Agatha
- Héctor Sáez – James Vane